# خانه عزیز نیک‌مرام
خانه آقای عزیز نیک مرام در شهرستان فومن، شهرک ماسوله واقع شده و این اثر در تاریخ ۲۵ اسفند ۱۳۸۰ با شمارهٔ ثبت ۵۳۶۱ به‌عنوان یکی از آثار ملی ایران به ثبت رسیده است.